# Warrensburg (Illinois)
Warrensburg és una població dels Estats Units a l'estat d'Illinois. Segons el cens del 2000 tenia 1.289 habitants.

## Demografia
Segons el cens del 2000, Warrensburg tenia 1.289 habitants, 500 habitatges, i 364 famílies. La densitat de població era de 731,9 habitants/km².
Dels 500 habitatges en un 35,8% hi vivien nens de menys de 18 anys, en un 58,6% hi vivien parelles casades, en un 10,2% dones solteres, i en un 27,2% no eren unitats familiars. En el 22,4% dels habitatges hi vivien persones soles el 7,8% de les quals corresponia a persones de 65 anys o més que vivien soles. El nombre mitjà de persones vivint en cada habitatge era de 2,56 i el nombre mitjà de persones que vivien en cada família era de 3,03.
Per edats la població es repartia de la següent manera: un 27% tenia menys de 18 anys, un 8,2% entre 18 i 24, un 31,1% entre 25 i 44, un 25% de 45 a 60 i un 8,7% 65 anys o més.
L'edat mediana era de 35 anys. Per cada 100 dones de 18 o més anys hi havia 97,3 homes.
La renda mediana per habitatge era de 45.708 $ i la renda mediana per família de 51.458 $. Els homes tenien una renda mediana de 40.341 $ mentre que les dones 22.688 $. La renda per capita de la població era de 19.041 $. Aproximadament el 2,4% de les famílies i el 3,7% de la població estaven per davall del llindar de pobresa.

## Poblacions més properes
El següent diagrama mostra les poblacions més properes.